# Sam (motoryzacja)

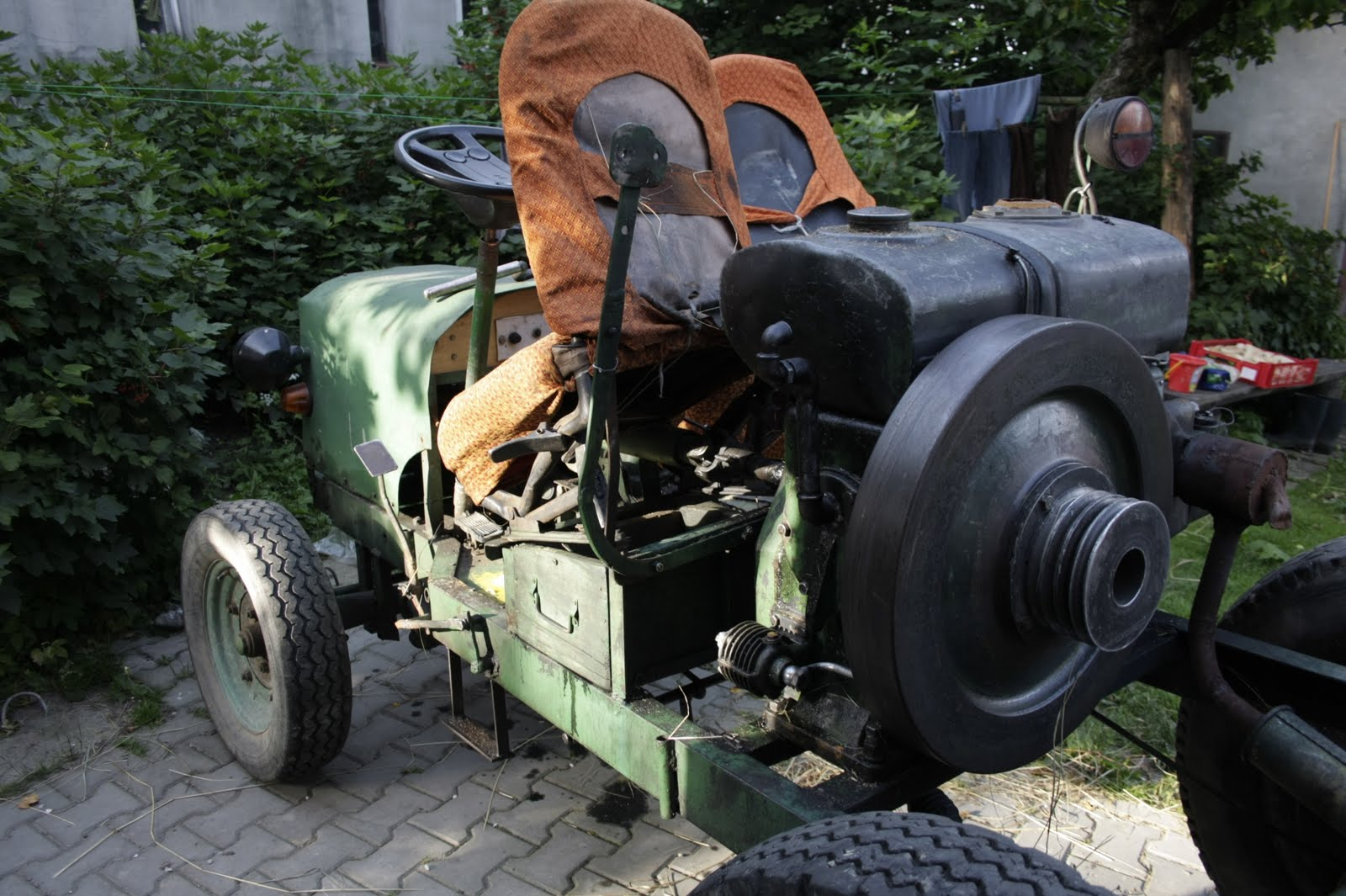
Samodzielnie skonstruowany traktor wykorzystujący silnik S320 produkowany przez Wytwórnię Silników Wysokoprężnych Andoria

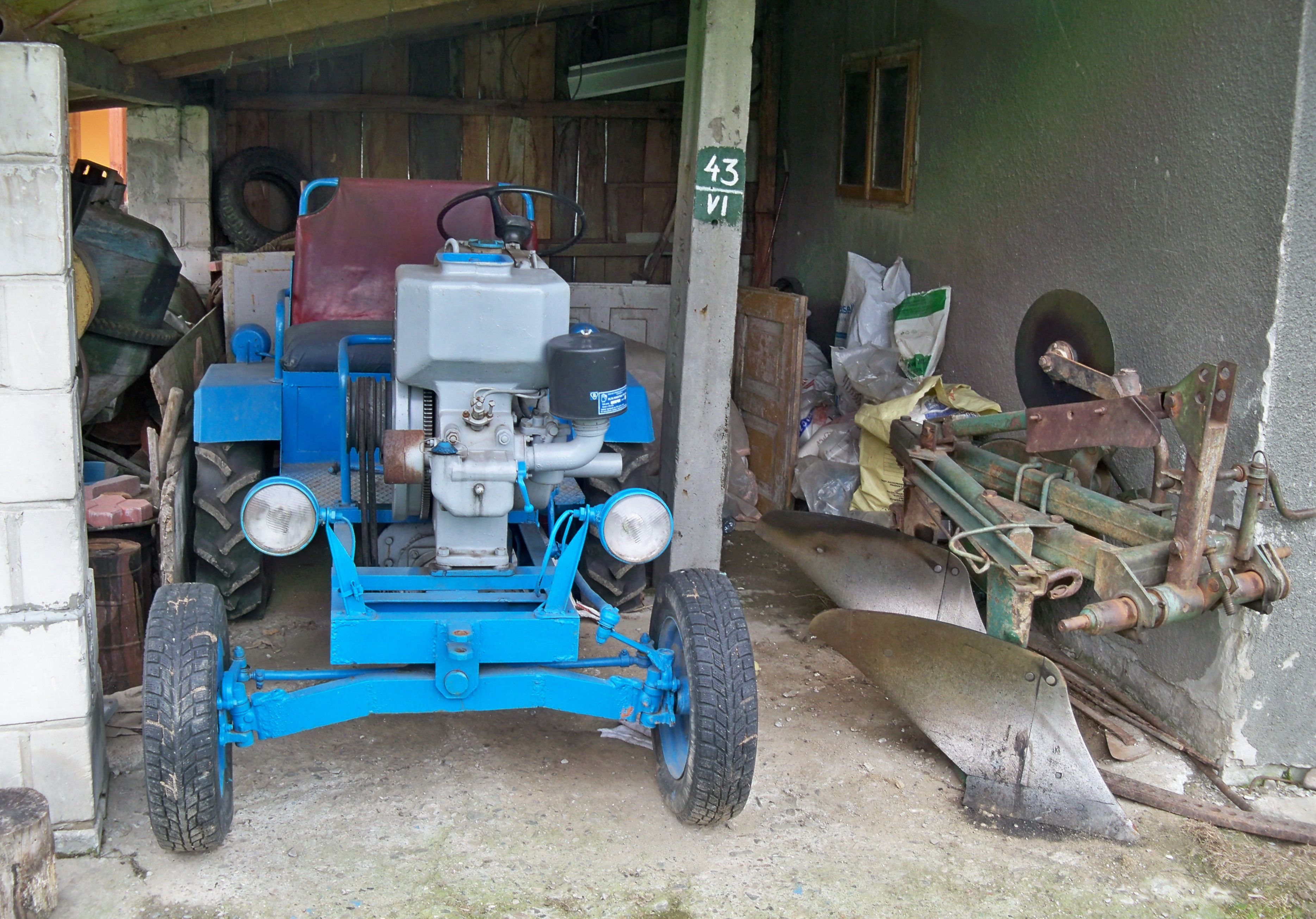
Traktor domowej produkcji, tzw. „Esiok 15” o napędzie silnikiem S-15 (Andoria) z elementami samochodu Warszawa używany w gospodarstwie rolnym w Trzebosi

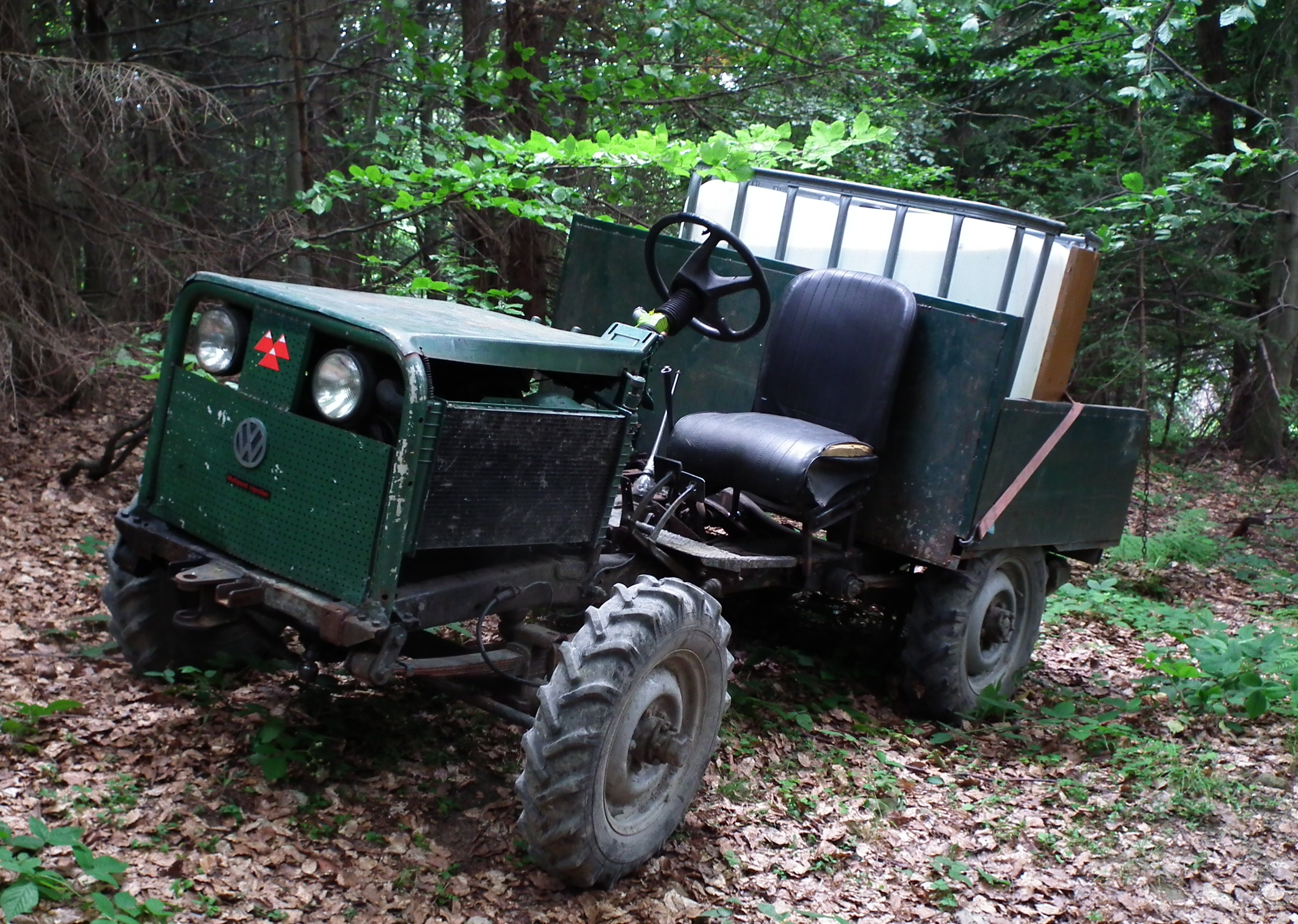
Ciągnik autarkiczny w masywie Lubonia Wielkiego

Sam (także: samopał, papaj) – autarkiczny pojazd, przeważnie samochód, motocykl lub ciągnik wykonany samodzielnie lub w warsztacie. 

## Charakterystyka
Wykonywany jest w jednym egzemplarzu, rzadziej małej serii, najczęściej jako przejaw wieloaspektowych niedostatków w zaopatrzeniu indywidualnych gospodarstw rolnych. Powstaje przez gruntowną przeróbkę seryjnego pojazdu lub zbudowanie od podstaw. W Polsce pojazd marki „SAM” w myśl ustawy Prawo o ruchu drogowym jest pojazdem zbudowanym przy wykorzystaniu nadwozia, podwozia lub ramy, konstrukcji własnej. W budowie wykorzystuje się wiele podzespołów pojazdów seryjnych. Nazwa wywodzi się od popularnego w latach 50. XX wieku w Polsce konkursu tygodnika Motor o nazwie Samochód Amatorski Motoru, w którym redakcja czasopisma prezentowała konstrukcje wykonane własnoręcznie przez robotników czy rzemieślników.
Konstrukcje typu SAM użytkowane są w wielu krajach, np. w Czechach, na Słowacji, na Ukrainie, w Chinach, a jednostkowo także w Niemczech, czy Stanach Zjednoczonych. Na terenie Niemiec, Francji, Włoch, Austrii, czy Norwegii, zwłaszcza po zakończeniu II wojny światowej, budowano SAM-y na bazie adaptacji samochodów-furgonów (odcinano tył pojazdu, dokładano drugą skrzynię biegów zwiększającą przełożenie i zakładano większe koła z rolniczym ogumieniem). 

## W Polsce
W Polsce pierwsze ciągniki typu SAM pojawiły się po zakończeniu II wojny światowej, bazując na częściach pozostawionych, czy porzuconych pojazdów wojskowych, zwłaszcza Dodgeów, Willysów, czy nawet motocykli. Po wyeksploatowaniu były likwidowane, stąd nie udało się w Polsce spotkać maszyny starszej niż zbudowana po 1950. W dekadach późniejszych wykorzystywano głównie silniki rolnicze, części i podzespoły od różnych pojazdów, w tym maszyn rolniczych, części ciągnikowe i motocyklowe. Rzadko stosowano części fabrycznie nowe. Duży rozwój wytwórczości pojazdów autarkicznych przyniosły lata 60. XX wieku, a apogeum ich rozwoju to lata 70. i 80. XX wieku. Np. w 1984 indywidualni rolnicy wykupili 94% polskiej produkcji silników rolniczych małej mocy, z czego większość przeznaczono do budowy SAM-ów. Przyczyną zapotrzebowania na samopały były m.in. działania władz PRL – torpedowanie udanych konstrukcji rodzimych (np. Ursus „U”) przy jednoczesnym fatalnym przygotowaniu produkcji licencyjnej (Massey Ferguson). SAM-y budowane były najczęściej przez lokalnych rzemieślników (często na bazie dawnych zakładów kowalskich), a także przez chłopów na własny użytek, czy użytek sąsiadów. Najpłodniejsi wytwórcy, utrzymujący się z budowy samopałów, zbudowali w ciągu swej działalności po około trzysta pojazdów. Do twórców tych należeli m.in. Józef Mucha z Tarnowa, czy Tadeusz Ząbek z Łącka. W latach 80. XX wieku w Polsce użytkowano, według różnych źródeł, od 30 do 100 tysięcy maszyn. Z wyjątkiem Podhala i okolic Krosna nie były to pojazdy nigdzie rejestrowane. Po 1989, w warunkach dalszych niedostatków ekonomicznych na wsi, produkcja nie ustała. Zaczęto wtedy stosować w większej mierze części od zagranicznych producentów. Kres masowej budowie pojazdów autarkicznych położył atrakcyjny finansowo import używanych ciągników z zagranicy. Dziś SAM-y są nadal eksploatowane, a w latach po roku 2000 przesunęły się one do gospodarstw użytkujących wcześniej tylko siłę zwierząt pociągowych lub nie posiadających żadnej takiej siły. Marginalnie nadal działają warsztaty produkujące samopały.
Rozkład zjawiska eksploatacji SAM-ów na mapie Polski pokrywa się z obszarami o najbardziej rozdrobnionym rolnictwie. Najwięcej eksploatowano ich na południu kraju, a zwłaszcza na podgórzach, a najmniej w Polsce zachodniej (miejscami było to zjawisko tam nieznane). Regionami o znacznym wykorzystaniu samopałów były Małopolska i Polska centralna, w tym Radomskie. 
Obecnie ciągniki „SAM” są wykorzystywane głównie w rolnictwie i ogrodnictwie, najczęściej bez homologacji i rejestracji – stąd nie są dopuszczone do ruchu drogowego po drogach publicznych. Rejestracja pojazdu wymaga badań technicznych. W Polsce zakres badań umożliwiających dopuszczenie do ruchu określa rozporządzenie Ministra Infrastruktury z dnia 22 października 2004 r. (Dz.U. nr 238, poz. 2395) w sprawie badań zgodności pojazdów zabytkowych i pojazdów marki „SAM” z warunkami technicznymi.
Zastrzeżenia dotyczące rejestracji:
- pojazd zbudowany we własnym zakresie przy wykorzystaniu nadwozia, podwozia lub ramy konstrukcji własnej, której markę określa się jako „SAM” bez określenia typu modelu[7].
- silnika nie można zbudować samodzielnie – w celu zarejestrowania należy przedłożyć dokumenty kompletnego zespołu silnika.

Zainteresowanie samopałami wśród etnologów i turystów w Polsce datuje się od lat 70. XX wieku. Pierwszą prezentacją SAM-ów dla publiczności była wystawa ciągników chłopskich w Czorsztynie w 1973. Największą polską kolekcją SAM-ów dysponuje Muzeum Wsi Radomskiej w Radomiu. Naukowym przyczynkiem do badania tematu była praca doktorska Łukasza Skąpskiego Maszyny z 2005 w formie wystawy zdjęć 150 ciągników z Podhala prezentowana w Polsce oraz w Berlinie.